# Martínez (kommun)
Martínez är en kommun i Spanien.   Den ligger i provinsen Provincia de Ávila och regionen Kastilien och Leon, i den centrala delen av landet, 140 km väster om huvudstaden Madrid. Antalet invånare är 156. Arean är 17,2 kvadratkilometer.
Terrängen i Martínez är platt.